# Kanojo mo Kanojo
Kanojo mo Kanojo — Confissões e Namoradas (カノジョも彼女, Kanojo mo Kanojo, lit.  "Ela Também É Minha Namorada"), também conhecida pelo título em inglês, Girlfriend, Girlfriend, e pela sua abreviatura, KanoKano (カノかの), é uma série de mangás de comédia romântica escrita e ilustrada por Hiroyuki. Foi serializada na Weekly Shōnen Magazine da Kodansha de março de 2020 a maio de 2023, sendo compilado em dezesseis volumes tankōbon volumes. A série se foca num estudante do ensino médio que se envolve num relacionamento poliamor com sua amiga de infância e uma outra garota confessou os seus sentimentos para ele.
Uma adaptação de anime foi produzida pela Tezuka Productions, sendo exibida de julho a setembro de 2021 no bloco de programas Animeism. Uma segunda temporada produzida pela SynergySP estreou em outubro de 2023. Ambas as temporadas forma licenciadas pela Crunchyroll, com uma dublagem brasileira estreando em março de 2023.

## Sinopse
A série acompanha a vida de Naoya Mukai, que recentemente começou um relacionamento com sua amiga de infância, Saki Saki. Nagisa Minase, sua colega de classe, decide também confessar seus sentimentos a ele, e após alguma hesitação inicial, ele aceita o pedido de namoro dela. Naoya decide que irá namorar a Saki e a Nagisa ao mesmo tempo. Como Naoya atualmente mora sozinho devido a seus pais morarem em outro lugar a trabalho, elas decidem morar com ele. A série segue sua vida escolar diária, enquanto Naoya, Saki e Nagisa experimentam dificuldades e desafios para manter seu relacionamento de triângulo amoroso.

## Personagens
Naoya Mukai (向井 直也, Mukai Naoya)
Voz de: Junya Enoki (Japonês), Robson Kumode (Português)
Naoya é amigo de infância da Saki. Ele confessou para ela todos os meses até ela aceitar, mas também concordou em ser namorado da Nagisa, pois ele a achou muito fofa. Ele é filho único; por isso ele espera ter uma namorada que tenha irmão.
Saki Saki (佐木 咲)
Voz de: Ayana Taketatsu (VP), Ayane Sakura (anime) (Japonês), Melissa Garcia (Português)
Amiga de infância do Naoya e sua primeira namorada. O prenome e o sobrenome dela se pronunciam da mesma forma, já que seus pais achavam que seria fofo um nome assim. Ela tem um complexo sobre os seus peitos pequenos, especialmente comparado à Nagisa. Ela é membro do clube de basquete da escola.
Nagisa Minase (水瀬 渚, Minase Nagisa)
Voz de: Ayane Sakura (VP), Azumi Waki (anime) (Japonês), Michelle Zampieri (Português)
Uma colega de turma do Naoya, que acaba se tornando sua terceira namorada após se confessar para ele. Ela constumava ser uma garota bastante tímida que achava que não era boa em nada, então ela se apaixonou pelo Naoya, já que ele a inspirou a buscar habilidades nas quais ela era boa.
Rika Hoshizaki (星崎 理香, Hoshizaki Rika)
Voz de: Ayana Taketatsu (anime) (Japonês), Camila Castellani (Português)
Uma colega de Naoya. Ela é secretamente uma vlogger popular que usa o pseudônimo Mirika (ミリカ). Ela pretende virar a terceira namorada do Naoya, Indo tão longe como perseguir ele e suas namoradas, bem como acampar do lado da casa dele para chamar sua atenção. Com frequência, ela usa os seus peitos grandes para chamar a atenção online.
Shino Kiryū (桐生 紫乃, Kiryū Shino)
Voz de: Rie Takahashi (anime) (Japonês), Thaís Durães (Português)
A melhor amiga da Saki que vem de uma família rica. Ela estudante com as notas mais altas da turma. Ela descobre o relacionamento do Naoya com a Saki e a Nagisa e desaprova. Mais tarde se descobre que ela também tem sentimentos pelo Naoya.
Sr. Hoshizaki (ミリカ父, Mirika Chichi)
Voz de: Tomokazu Seki (Japonês), Rodrigo Rossi (Português)
Pai da Rika e da Risa.
Risa Hoshizaki (星崎 理沙, Hoshizaki Risa)
Voz de: Aoi Koga (Japonês), Carla Vazquez (Português)
Irmã mais nova da Rika.

## Produção
Kanojo mo Kanjo é baseado em Seiseidōdō, Futamata-suru Hanashi (正々堂々、二股する話, lit. Uma história de Namoro a Três de Forma Justa), que Hiroyuki compartilhou no Twitter e foi posteriormente publicado no Comiket 86 em agosto de 2019.

## Mídia

### Mangá
Kanojo mo Kanojo, escrito e ilustrado por Hiroyuki, foi serializado pela Weekly Shōnen Magazine  da Kodansha de 4 de março de 2020 a 24 de maio de 2023. Dezesseis volumes tankōbon foram publicados de 17 de junho de 2020 a 14 de julho de 2023. Um vídeo promocional da série, estreando Ayana Taketatsu e Ayane Sakura, foi lançado em 23 de outubro de 2020.
Em junho de 2022, a Panini Group anunciou o lançamento da série no Brasil, tendo o primeiro volume lançado em 26 de agosto de 2022.

### Anime
Em novembro de 2020, o 51.ª edição da revista Weekly Shōnen Magazine anunciou que a série receberia uma adaptação para uma série de televisão em anime. A Tezuka Productions animou a série, com Satoshi Kuwabara como diretor, Keiichirō Ōchi como roteirista e Akiko Toyoda como designer dos personagens. Miki Sakurai, Tatsuhiko Saiki e Sayaka Aoki compuseram a música da série. Ela foi ao ar de 3 de julho a 18 de setembro de 2021, no bloco de programação Animeism no MBS, TBS e BS-TBS, além da AT-X. O grupo Necry Talkie realizou a música tema de abertura da série, "Fuzaketenai ze" (ふざけてないぜ), enquanto Momo Asakura realizou a música tema de encerramento da série, "Pinky Hook" (ピンキーフック, Pinkī Fukku). A Crunchyroll licenciou a série fora da Ásia. A Muse Communication licenciou a série no sul e sudeste da Ásia e a transmitiu em seu canal no YouTube, iQIYI e Bilibili. Em 16 de março de 2023, a Crunchyroll anunciou que a série receberia uma dublagem em português.
Em 16 de setembro de 2022, foi anunciado que o anime receberia uma segunda temporada. Está sendo produzido pela SynergySP, com Takatoshi Suzuki como diretor, Kazuhiko Inukai como roterista, ao lado de Ōchi, Shouko Hagiwara como designer dos personagens, e Kanade Sakuma e Junko Nakajima compondo a música ao lado de Sakurai e Saiki. A segunda temporada estreou em 7 de outubro de 2023. Hikari Kodama realizou a música tema de abertura "Dramatic ni Koi Shitai" (ドラマチックに恋したい), enquanto que ClariS realizou a música tema de encerramento "Forira" (ふぉりら).